# Колесников, Владимир Алексеевич
Владимир Алексеевич Колесников (1924 — 2003) — полковник Советской Армии, участник Великой Отечественной войны, Герой Советского Союза (1945).

## Биография
Владимир Колесников родился 13 сентября 1924 года на станции Юбилейная. После окончания семи классов школы работал в колхозе, затем на шахте. В августе 1942 года Колесников был призван на службу в Рабоче-крестьянскую Красную Армию. В 1944 году он окончил 2-е Харьковское танковое училище. С мая того же года — на фронтах Великой Отечественной войны. Принимал участие в боях на 2-м Белорусском и 2-м Украинском фронтах, два раза был ранен. К августу 1944 года младший лейтенант Владимир Колесников командовал САУ «СУ-76» 958-го лёгкого самоходно-артиллерийского полка 45-го стрелкового корпуса 5-й армии 3-го Белорусского фронта. Участвовал в сражениях на территории Литовской ССР.
16 августа 1944 года во время боёв в районе посёлка Жвиргждайчяй Шакяйского района Колесников уничтожил 10 танков, 2 штурмовых орудия, 7 бронетранспортёров и около 370 вражеских солдат и офицеров. На следующий день он одним из первых в своём полку вышел к Государственной границе СССР с Восточной Пруссией и установил на ней красный флаг.
Указом Президиума Верховного Совета СССР от 24 марта 1945 года за «мужество и героизм, проявленные в боях по освобождению Литвы» младший лейтенант Владимир Колесников был удостоен высокого звания Героя Советского Союза с вручением ордена Ленина и медали «Золотая Звезда».
После окончания войны Колесников продолжил службу в Советской Армии. В 1946 году он окончил офицерские курсы самоходной артиллерии. В конце 1960-х годов проходил службу в должности командира танкового батальона 117 гв. мсп 39-й гв. мсд в Группе советских войск в Германии.
В 1974 году в звании подполковника Колесников был уволен в запас, позднее ему было присвоено звание полковника запаса. Проживал в городе Ломоносов, занимался общественной деятельностью.
Умер 28 сентября 2003 года, похоронен на аллее Героев Иликовского кладбища Ломоносова.
Почётный гражданин Ломоносова. Был также награждён двумя орденами Отечественной войны 1-й степени, орденом Красной Звезды, рядом медалей.